# Руковожу здесь я
Руковожу здесь я (пол. Ja tu rządzę) — польская музыкальная комедия, черно-белый фильм 1939 года. Из-за начала Второй мировой войны и оккупации Польши, премьера фильма состоялась лишь 23 декабря 1941 года.

## Сюжет
Молодой и красивый граф Юзёф Лулевич с друзьями выдумал оригинальную игру. Возвращаясь утром с ночной гулянки, он под ритмичную музыку разбивает стекла в окнах магазинов и ремесленных мастерских, но щедро затем оплачивает ущерб. Однажды ему не хватило денег , чтобы заплатить за разбитое стекло в сапожной мастерской, и он возвращается сюда на следующий день. Сапожник ищет практиканта, граф инкогнито нанимается в нему, желая этим занятием разозлить свою мать, но его планы изменяются. Повод — дочь сапожника.

## В ролях
- Збигнев Раковецкий — граф Юзё Лулевич
- Ина Бенита — Иоася, дочь сапожника
- Юзеф Орвид — сапожник Виргилий Копыткевич
- Мечислава Цвиклиньская — графиня Лулевичова, мать графа Юзё
- Владислав Грабовский — граф Анатоль Жешотарский
- Зыгмунт Хмелевский — председатель Журек-Журковский
- Янина Мартини — дочь Журек-Журковского
- Ян Цецерский — лакей Журек-Журковского
- Людвик Семполинский — Вацлав, композитор
- Лода Немижанка — Лолита, певица
- Зофья Вильчиньская — Агнешка, горничная
- Станислав Селяньский — Юзё, ученик сапожника
- Чеслав Сконечны — клиент
- Ежи Беленя — кутила
- Амелия Роттер-Ярнинская — клиентка
- Роман Дерень — Баптист, лакей